# Génuai zamatos
A génuai zamatos  kis-ázsiai, feltehetően török eredetű fehér csemegeszőlőfajta, melyből Törökországban, Görögországban, Örményországban kismértékben bort is készítenek. Magyarországra a török megszállás idején érkezett.

## Leírása
Tőkéje erős növekedésű. Homokon is jól díszlik.  Levelei nagyok, mélyen tagoltak, 5 karéjos, szélük fűrészes. A levél felülete hólyagos, fonáka gyapjas, a levélerek pirosak. Fürtje általában középnagy, hengeres, laza. Bogyói nagyok vagy igen nagyok, megnyúlt gömbölyűek, zöldessárga színűek, lédúsak, fűszeres ízűek.
Terméshozama ingadozó, virágai rosszul termékenyülnek, mivel nővirágú fajta. Porzópár használatával termőbiztonsága javítható. Hosszúmetszéssel kielégítően terem. Érési ideje szeptember eleje-közepe.
Gombás betegségekre átlagosan érzékeny, rothadása nem jelentős. Mivel rügyei fagyérzékenyek, meleg, védett fekvésbe való.
Művelésmódja magasművelés, lugas. Metszési igénye hosszúelemes: félszálvessző, szálvessző.